# Jardines de Paz
Jardines de Paz es un cementerio ubicado al norte de Bogotá. El parque cementerio fue creado en 1970, y cuenta con un área de 610.000 metros cuadrados, al costado oriental de la Autopista Norte con calle 200. Cuenta con un sector destinado a militares, capilla, hornos crematorios, cafetería y oficinas administrativas.
La sociedad cuenta con una sede del cementerio en Popayán.
Algunos de los personajes reconocidos que se encuentran sepultados en el cementerio Jardines de Paz de Bogotá son: 
- Jaime Garzón (Humorista)
- Diana Turbay (Periodista, sus restos fueron trasladados a la Parroquia Cristo Rey en 2017)
- Leo Matiz (Fotógrafo)
- Carlos Lleras Restrepo (Presidente de Colombia)
- Alberto Lleras Camargo (Presidente de Colombia)
- Fernando González Pacheco (Presentador de TV, sus restos fueron cremados)
- Eduardo Umaña Mendoza (Abogado, Defensor de Derechos Humanos)
- Eduardo Umaña Luna (Abogado, Defensor de Derechos Humanos)
- Guillermo Asprilla (Abogado)
- Augusto Ibáñez Guzmán (Abogado, ExPresidente de la Corte Suprema de Justicia)
- Germán Espinosa (Escritor)
- Marta Traba (Escritora, crítica de arte)
- Boris de Greiff (Ajedrecista)
- Julián Ernesto Guevara Castro (Policía fallecido durante el secuestro, ascendido póstumamente a teniente coronel. Sus restos reposan en el mausoleo de la Policía, el cual lleva su nombre)
- Herbert King (Actor)
- Arturo Lema Posada (Piloto fundador y primer general de la Fuerza Aérea Colombiana)
- Guillermo Asprilla (Político y ExSecretario de Gobierno Alcaldía Mayor de Bogotá)
- Enrique Low Murtra (ExMinistro de Justicia)